# Tillandsia aurea
Espèce
Classification phylogénétique
Tillandsia aurea est une espèce de plantes à fleurs de la famille des Bromeliaceae, endémique du Pérou. L'épithète aurea signifie « dorée » et se rapporte au coloris des pétales.

## Protologue et type nomenclatural
- Tillandsia aurea Mez, in Repert. Spec. Nov. Regni Veg. 3: 44 (1906)

Diagnose originale
- « Foliis optime rosulatis, lepidibus magnis nec piliformibus pruinosis; scapo elongato: inflorescentia pauci-(usque ad 6-) flora, simplicissima, laxe disticha; bracteis quam sepala optime brevioribus; floribus suberectoerectis; sepalis posticis binis paullo altius inter sese quam cum antico connatis; petalis lamina aurea, maxima, late elliptica, optime explanata; staminibus profunde inclusis stylum superantibus. »

Type
- leg. Weberbauer, n° 3297, 1903-07-05 ; « Peruvia, prov. Huari, dept. Ancachs, in valle Puccha. super Masin, alt. 2600-2700 m »[1] ; Holotypus B (Herb. Berol.) [ Planche en ligne ].

## Distribution et habitat

### Distribution
L'espèce est endémique de la région d'Ancash au Pérou,.

## Habitat
L'espèce se rencontre dans les buissons en zone montagneuse. entre 2 600 et 2 700 mètres d'altitude.

## Description
Tillandsia aurea est une plante herbacée en rosette, monocarpique, vivace par ses rejets latéraux et épiphyte.

## Taxons infraspécifiques

### Tillandsia aureavar.aurea
(autonyme)

### Tillandsia aureavar.minorH.Hrom. & Rauh
Tillandsia aurea var. minor H.Hrom. & Rauh, in Abh. Akad. Wiss. Lit. Mainz, Math.-Naturwiss. Klasse, Trop. Subtrop. Pflanzenwelt 52: 66 (1985), au Pérou.